# Internationella slaviska kanalen
Mizjdunarodnyj Slovjanskyj Kanal (ukrainska: Міжнародний Слов'янський Канал; ryska: Международный Славянский Канал, Internationella Slaviska Kanalen) är en ukrainsk TV-kanal. Den startade 12 september 2008. Kanalen ägs av Valerij V. Ivanenko.[källa behövs]
Kanalen sänder på tre olika språk – ukrainska, ryska och engelska. Det engelska namnet på kanalen är Slavonic Channel International (SCI).

## Källhänvisningar
1. 1 2  "About us – Slavonic Channel International". Arkiverad 3 september 2014 hämtat från the Wayback Machine. Slav.tv. Läst 30 augusti 2014. (engelska)